# Olne
Olne is een plaats en gemeente in de Belgische provincie Luik. De gemeente telt ruim 4.000 inwoners. Binnen de gemeentegrenzen liggen geen andere kernen. Het dorp, gelegen aan de Vesder in het Land van Herve, is opgenomen in de lijst van de mooiste plaatsjes in Wallonië (Les Plus Beaux Villages de Wallonie).

## Geschiedenis
Olne maakte deel uit van het Graafschap Dalhem. Ten gevolge van het Partagetraktaat kwam het dorp in 1661 toe aan de Republiek der Verenigde Nederlanden, als meest zuidelijk gelegen enclave van het generaliteitsland Staats-Overmaas. De interesse van de Republiek voor dit dorp was niet vreemd aan het feit dat er zich een protestantse gemeente bevond. Als zodanig beschikte 'Holland' gedurende een periode van meer dan 120 jaar, midden in de huidige Belgische provincie Luik, over een stukje grondgebied dat tot aan de Vesder reikte. Pas in 1785 met het Verdrag van Fontainebleau werd deze wel erg zuidelijk gelegen Hollandse enclave afgestaan aan de Oostenrijkse Nederlanden.
Olne werd een gemeente op het eind van het ancien régime. In 1822 werd de buurgemeente Mont-Hadelin opgeheven en bij Olne gevoegd. Bij de grote fusieoperatie van 1977 werd Olne niet meer gefuseerd en bleef het een van de kleinere gemeentes van het Waalse gewest.

## Economie
Olne heeft zijn welvaart deels te danken aan de vruchtbare bodem, geschikt voor graanteelt, vooral in het noorden en westen, leidend tot de bouw van boerderijen met grote graanschuren. Ook de teelt van distels ten behoeve van het kaarden van de wol, ten behoeve van de lakenindustrie in Verviers, was van belang. Voorts beoefende men de veeteelt. In het nabijgelegen Vaux-sous-Olne, in het dal van de Vaux, ontwikkelde zich de metallurgische industrie, vooral de vervaardiging van geweerlopen, mede wegens de beschikbaarheid van waterkracht. Naast korenmolens stonden er ook buskruitmolens in de rivierdalen. Verder was de fabricage van faience van belang.
Tegenwoordig speelt het toerisme enige rol: Olne is een gaaf bewaard dorp.

## Bezienswaardigheden
Het bijzonder goed geconserveerde dorp bestaat uit een honderdtal huizen, gebouwd in kalksteenblokken, die zich bevinden langs twee assen: Aan de Rue Village staan burgerhuizen van kooplieden en kleinere huizen van ambachtslieden, meest in de 16e en 17e eeuw gebouwd, en in de 18e eeuw verbouwd, en goed bewaard. Ook de kerk staat aan deze straat. Halverwege is het Place Léopold Servais, waaraan het gemeentehuis uit 1747 staat. Tegenwoordig loopt hier de N604.
Een tweede as is de voormalige Rue Derrière le Village, tegenwoordig Rue des Combattants genaamd. Hier liggen huizen met een groter perceel, en ook boerderijen.
In het noorden ligt de Rue Falise, welke langs de Ry de Rode loopt. Deze waterloop vormt een ravijn en voedde vroeger een brouwerij.
- Sint-Sebastiaankerk
- Gemeentehuis van Olne
- Het dorp Saint-Hadelin

Zie ook
- Lijst van beschermd erfgoed in Olne

## Natuur en landschap
Olne ligt in het Land van Herve, op een hoogte van ongeveer 230 meter. Het ligt op een bergrug, met in noordelijke richting een korte steile helling naar de Ry de Rode en in zuidelijke richting een flauwere helling.

## Demografische ontwikkeling
- Bronnen:NIS, Opm:1831 tot en met 1981=volkstellingen; 1990 en later= inwonertal op 1 januari

| Inwoners van jaar tot jaar op 1 januari 1992 tot heden | Inwoners van jaar tot jaar op 1 januari 1992 tot heden | Inwoners van jaar tot jaar op 1 januari 1992 tot heden |
| jaar                                                   | Aantal                                                 | Evolutie: 1992=index 100                               |
| ------------------------------------------------------ | ------------------------------------------------------ | ------------------------------------------------------ |
| 1992                                                   | 3.417                                                  | 100,0                                                  |
| 1993                                                   | 3.454                                                  | 101,1                                                  |
| 1994                                                   | 3.521                                                  | 103,0                                                  |
| 1995                                                   | 3.551                                                  | 103,9                                                  |
| 1996                                                   | 3.598                                                  | 105,3                                                  |
| 1997                                                   | 3.634                                                  | 106,4                                                  |
| 1998                                                   | 3.675                                                  | 107,6                                                  |
| 1999                                                   | 3.671                                                  | 107,4                                                  |
| 2000                                                   | 3.731                                                  | 109,2                                                  |
| 2001                                                   | 3.768                                                  | 110,3                                                  |
| 2002                                                   | 3.808                                                  | 111,4                                                  |
| 2003                                                   | 3.818                                                  | 111,7                                                  |
| 2004                                                   | 3.802                                                  | 111,3                                                  |
| 2005                                                   | 3.793                                                  | 111,0                                                  |
| 2006                                                   | 3.793                                                  | 111,0                                                  |
| 2007                                                   | 3.788                                                  | 110,9                                                  |
| 2008                                                   | 3.781                                                  | 110,7                                                  |
| 2009                                                   | 3.808                                                  | 111,4                                                  |
| 2010                                                   | 3.819                                                  | 111,8                                                  |
| 2011                                                   | 3.813                                                  | 111,6                                                  |
| 2012                                                   | 3.818                                                  | 111,7                                                  |
| 2013                                                   | 3.853                                                  | 112,8                                                  |
| 2014                                                   | 3.895                                                  | 114,0                                                  |
| 2015                                                   | 3.897                                                  | 114,0                                                  |
| 2016                                                   | 3.954                                                  | 115,7                                                  |
| 2017                                                   | 3.978                                                  | 116,4                                                  |
| 2018                                                   | 4.087                                                  | 119,6                                                  |
| 2019                                                   | 4.080                                                  | 119,4                                                  |
| 2020                                                   | 4.036                                                  | 118,1                                                  |
| 2021                                                   | 4.051                                                  | 118,6                                                  |
| 2022                                                   | 4.068                                                  | 119,1                                                  |
| 2023                                                   | 4.082                                                  | 119,5                                                  |
| 2024                                                   | 4.142                                                  | 121,2                                                  |
| 2025                                                   | 4.172                                                  | 122,1                                                  |

## Politiek

### Resultaten gemeenteraadsverkiezingen sinds 1976

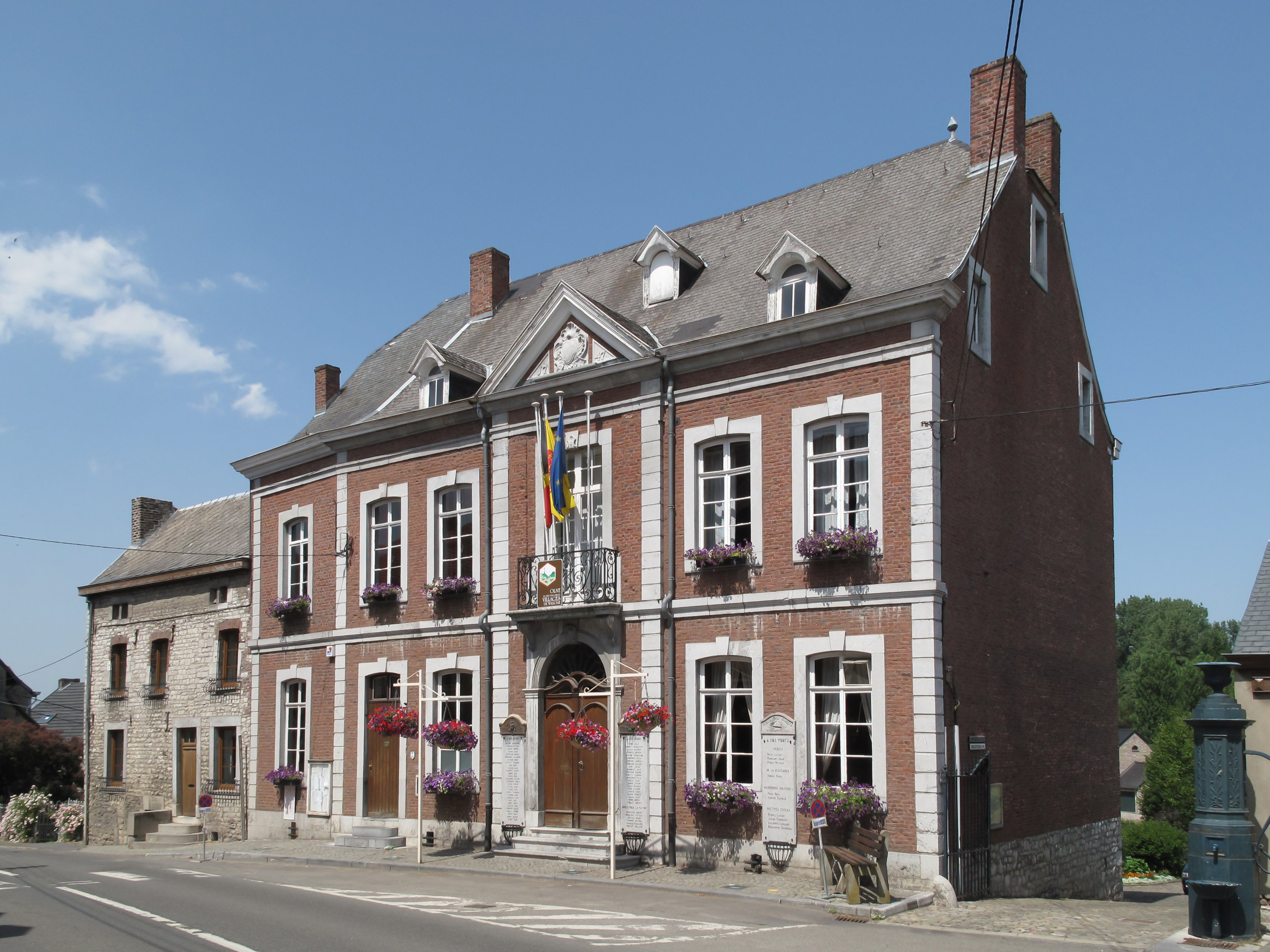
Gemeentehuis van Olne

| Partij                                                               | 10-10-1976 | 10-10-1976 | 10-10-1982 | 10-10-1982 | 9-10-1988 | 9-10-1988 | 9-10-1994 | 9-10-1994 | 8-10-2000 | 8-10-2000 | 8-10-2006 | 8-10-2006 | 14-10-2012 | 14-10-2012 | 14-10-2018 | 14-10-2018 | 13-10-2024 | 13-10-2024 |
| Stemmen / Zetels                                                     | %          | 11         | %          | 13         | %         | 13        | %         | 13        | %         | 13        | %         | 13        | %          | 13         | %          | 15         | %          | 15         |
| -------------------------------------------------------------------- | ---------- | ---------- | ---------- | ---------- | --------- | --------- | --------- | --------- | --------- | --------- | --------- | --------- | ---------- | ---------- | ---------- | ---------- | ---------- | ---------- |
| PS1 / Olne EnsembleA                                                 | 21,721     | 2          | 22,571     | 2          | 22,061    | 2         | 16,551    | 1         | 9,61      | 0         | 33,37A    | 4         | 10,451     | 1          | 8,531      | 0          | -          |            |
| Ent.Com.1 / LPR2 / PRL3 / Olne EnsembleA / Olne Demain4 / Pour OlneB | 59,451     | 8          | 62,431     | 10         | 54,522    | 8         | 38,842    | 5         | 29,663    | 5         | 33,37A    | 4         | 34,774     | 5          | 51,08B     | 10         | 81,35B     | 13         |
| PSC1 / IC2 / RAB3 / Pour OlneB                                       | 18,831     | 1          | 14,991     | 1          | 23,422    | 3         | 44,612    | 7         | 46,143    | 8         | 56,133    | 9         | 41,481     | 6          | 51,08B     | 10         | 81,35B     | 13         |
| ECOLO1/ Horizons Citoyens2                                           | -          |            | -          |            | -         |           | -         |           | 7,421     | 0         | 10,51     | 0         | 13,31      | 1          | 18,171     | 2          | 18,652     | 2          |
| Le Bon Sens                                                          | -          |            | -          |            | -         |           | -         |           | -         |           | -         |           | -          |            | 22,22      | 3          | -          |            |
| IC                                                                   | -          |            | -          |            | -         |           | -         |           | 7,18      | 0         | -         |           | -          |            | -          |            | -          |            |
| Totaal stemmen                                                       | 1604       | 1604       | 1991       | 1991       | 2230      | 2230      | 2412      | 2412      | 2669      | 2669      | 2761      | 2761      | 2735       | 2735       | 2936       | 2936       | 2967       | 2967       |
| Opkomst %                                                            |            |            |            |            | 96,37     | 96,37     | 95,15     | 95,15     | 95,22     | 95,22     | 96,20     | 96,20     | 91,84      | 91,84      | 91,69      | 91,69      | 90,21      | 90,21      |
| Blanco en ongeldig %                                                 | 2,68       | 2,68       | 3,87       | 3,87       | 4,26      | 4,26      | 3,07      | 3,07      | 4,01      | 4,01      | 3,73      | 3,73      | 2,41       | 2,41       | 4,19       | 4,19       | 7,45       | 7,45       |

## Nabijgelegen kernen
Soumagne, Saint-Hadelin, Nessonvaux, Xhendelesse, Soiron